# Élections législatives de 1973 en Martinique
Les élections législatives françaises de 1973 se déroulent le 4 mars 1973. Dans le département de la Martinique, trois députés sont à élire dans le cadre de trois circonscriptions.

## Élus
| Circonscription | Député sortant | Parti | Parti | Député élu ou réélu | Parti | Parti |
| --------------- | -------------- | ----- | ----- | ------------------- | ----- | ----- |
| 1re             | Camille Petit  |       | UDR   | Camille Petit       |       | UDR   |
| 2e              | Aimé Césaire   |       | PPM   | Aimé Césaire        |       | PPM   |
| 3e              | Victor Sablé   |       | RI    | Victor Sablé        |       | RI    |

## Résultats

### Résultats à l'échelle du département
|                       | Union des démocrates pour la République | 20 834  | 23,21  | 1 |  |  |
|                       | Républicains indépendants               | 17 690  | 19,71  | 1 |  |  |
|                       | Divers droite                           | 14 868  | 16,56  | 0 |  |  |
|                       | Union des républicains de progrès       | 53 392  | 59,48  | 2 |  |  |
|                       |                                         |         |        |   |  |  |
|                       | Parti progressiste martiniquais         | 18 126  | 20,19  | 1 |  |  |
|                       | Parti communiste martiniquais           | 12 626  | 14,07  | 0 |  |  |
|                       | Fédération socialiste de la Martinique  | 3 637   | 4,05   | 0 |  |  |
|                       | Union de la gauche                      | 34 389  | 38,31  | 1 |  |  |
|                       |                                         |         |        |   |  |  |
|                       | Mouvement réformateur                   | 1 272   | 1,42   | 0 |  |  |
|                       | Extrême gauche (CO)                     | 713     | 0,79   | 0 |  |  |
|                       |                                         |         |        |   |  |  |
| Inscrits              | Inscrits                                | 163 596 | 100,00 | 3 |  |  |
| Abstentions           | Abstentions                             | 67 265  | 41,12  |   |  |  |
| Votants               | Votants                                 | 96 331  | 58,88  |   |  |  |
| Blancs et nuls        | Blancs et nuls                          | 6 565   | 6,82   |   |  |  |
| Exprimés              | Exprimés                                | 89 766  | 93,18  |   |  |  |
| Source : Data.gouv.fr |                                         |         |        |   |  |  |

### Résultats par circonscription

#### Première circonscription (Nord - La Trinité)
|                                   | Camille Petit sortant réélu | UDR (URP)           | 20 834 | 72,26  |  |  |  |
|                                   | Sévère Cerland              | PCM                 | 3 796  | 13,17  |  |  |  |
|                                   | Emmanuel Serbin             | FSM                 | 3 637  | 12,61  |  |  |  |
|                                   | Claude Calaber              | MR                  | 391    | 1,36   |  |  |  |
|                                   | Michel Larcher              | Extrême gauche (CO) | 175    | 0,61   |  |  |  |
|                                   |                             |                     |        |        |  |  |  |
| Inscrits                          | Inscrits                    | Inscrits            | 56 740 | 100,00 |  |  |  |
| Abstentions                       | Abstentions                 | Abstentions         | 26 215 | 46,2   |  |  |  |
| Votants                           | Votants                     | Votants             | 30 525 | 53,8   |  |  |  |
| Blancs et nuls                    | Blancs et nuls              | Blancs et nuls      | 1 692  | 5,54   |  |  |  |
| Exprimés                          | Exprimés                    | Exprimés            | 28 833 | 94,46  |  |  |  |
| Source : Ministère de l'Intérieur |                             |                     |        |        |  |  |  |

#### Deuxième circonscription (Centre - Fort-de-France)
|                                   | Aimé Césaire sortant réélu | PPM                 | 16 206 | 50,11  |  |  |  |
|                                   | Edmond Valcin              | Divers droite (URP) | 14 868 | 45,98  |  |  |  |
|                                   | Fernand Germain            | MR                  | 881    | 2,72   |  |  |  |
|                                   | Louis Maugée               | Extrême gauche (CO) | 383    | 1,18   |  |  |  |
|                                   |                            |                     |        |        |  |  |  |
| Inscrits                          | Inscrits                   | Inscrits            | 56 206 | 100,00 |  |  |  |
| Abstentions                       | Abstentions                | Abstentions         | 20 671 | 36,78  |  |  |  |
| Votants                           | Votants                    | Votants             | 35 535 | 63,22  |  |  |  |
| Blancs et nuls                    | Blancs et nuls             | Blancs et nuls      | 3 197  | 9      |  |  |  |
| Exprimés                          | Exprimés                   | Exprimés            | 32 338 | 91     |  |  |  |
| Source : Ministère de l'Intérieur |                            |                     |        |        |  |  |  |

#### Troisième circonscription (Sud - Le Marin)
|                                   | Victor Sablé sortant réélu | RI (URP)            | 17 690 | 61,86  |  |  |  |
|                                   | Georges Gratiant           | PCM                 | 8 830  | 30,88  |  |  |  |
|                                   | Alfred Marie-Jeanne        | PPM                 | 1 920  | 6,71   |  |  |  |
|                                   | Emmanuel Poulin            | Extrême gauche (CO) | 155    | 0,54   |  |  |  |
|                                   |                            |                     |        |        |  |  |  |
| Inscrits                          | Inscrits                   | Inscrits            | 50 650 | 100,00 |  |  |  |
| Abstentions                       | Abstentions                | Abstentions         | 20 379 | 40,23  |  |  |  |
| Votants                           | Votants                    | Votants             | 30 271 | 59,77  |  |  |  |
| Blancs et nuls                    | Blancs et nuls             | Blancs et nuls      | 1 676  | 5,54   |  |  |  |
| Exprimés                          | Exprimés                   | Exprimés            | 28 595 | 94,46  |  |  |  |
| Source : Ministère de l'Intérieur |                            |                     |        |        |  |  |  |